# Jules Guequier
Jules Guequier (1823 - 1909) was een Belgisch liberaal politicus.

## Levensloop
Guequier, een bemiddelde Gentenaar, richtte als vrijzinnigheid de vrijmetselaarsloge La Liberté op. In 1870 werd hij plaatsvervangend grootmeester van het Grootoosten van België. Hij zetelde voor de Liberale Partij in de provincieraad van 1860 tot 1870, en in de Gentse gemeenteraad van 1869 tot 1882. In 1879 was hij kort schepen van Onderwijs en Schone Kunsten.
Als vice-consul van Frankrijk koos hij in de Dreyfusaffaire van 1895 partij voor de Joods-Franse officier Alfred Dreyfus, in de lijn van Émile Zola en zijn pamflet J'accuse...!. Hij werd door de Franse staat geschorst, maar kreeg later eerherstel.